# Catapult (группа)
Catapult (рус.Катапульта)— голландская глэм-рок группа существовавшая в 1973—1979 годах.

## История
Группа образовалась летом 1973 года, когда во время отпуска на испанском курорте, Гертьян Хессинг, Эрвин ван Прем, Аарт Мол и Сис Бергман решили создать группу. Все четверо были ветеранами голландской рок-сцены, но к тому времени не добились большого успеха. Позже в том же году к ним присоединился клавишник Майк Эшаузье. Название группы было предложено вокалистом Golden Earring Барри Хэем.
Они выпустили свой первый сингл «Hit The Big Time», спродюсированный бывшим барабанщиком Golden Earring Яапом Эггермонтом в начале 1974 года, и он стал хитом.
Клавишник Эшаузье был заменен в апреле 1974 года Элмером Верфоффом. В период с 1974 по 1975 год у группы было несколько хит-синглов, самым успешным из которых был «Let Your Hair Hang Down», который стал пятым в голландском чарте синглов. Поскольку глэм-рок стал менее популярным, положение Catapult пошло на спад, и в 1979 году они распались. На самом деле они сменили имидж, стилистику и название и стали называться The Monotones. Записали знаменитую «Disco Njet, Wodka Da». Причем, вначале как Catapult в 77-м, а затем как The Monotones. Смену имиджа легко увидеть уже на записи «Remember September». Конец 70-х они посвятили активной продюсерской деятельности и написанию песен для других исполнителей (Snoopy, Fantastique и др.).
Группа продолжала работать вместе, создав продюсерскую компанию под названием «Cat Music» и записываясь под именем Rubberen Robbie с некоторым успехом в Нидерландах и Бельгии. Наибольшего успеха они добились как раз под этим именем, которая стала хитом номер один с «De Nederlandse sterre die strale» с пародией на проект Stars on 45.
"Феномен «Резинового Робби» начался как шутка с пародией на хит бельгийской группы Plastic Bertrand. Первый сингл 1978 года — «Give me but Drink» на мелодию «Ca Plane Pour Moi». Лейден и его ближайшие окрестности были подключены к Центральной антенной системе (CAI), которая соединяет дома через кабель. У «Резинового Робби» появилась возможность прославиться. Бергман: «Помимо каналов 1 и 2, вы могли принимать Бельгию и Германию. Бельгия прекращала вещание в половине одиннадцатого вечера, и ловкий техник обнаружил, что можно транслировать свои программы через такую передающую вышку. Как только Бельгия прекращала вещание, он подключал свой видеомагнитофон и транслировал порнофильмы. Весь Лейден моментально узнал об этом, поэтому поздно вечером все сидели перед телевизором. Мы разговорились с этим парнем и сказали ему, что экспериментируем с клипами „Резинового Робби“. С этого момента он транслировал наши клипы между порнофильмами, и это имело огромный успех в регионе».
В 82-м они записали проект Polysix, позаимствовав название у Korg Polysix, который был использован при записи. Пели «Pita van Arkel» и «Brigitte van Wort». Песня называлась Tico Tac. Потом, в 84-м они дали это имя персонажу из проекта Video Kids. В 85-м, на втором альбоме Video Kids On Satellite эта песня прозвучала в другой обработке и уже с вокальными партиями этого инопланетного персонажа.
Вокалист Сис Бергман умер в 2017-м. Последние годы он выступал вместе с группой Van Beukenstein, исполняя классику рока Uriah Heep, Deep Purple, Led Zeppelin и др., а также, конечно, свои хиты времен Catapult.